# Caligny
Caligny ist eine französische Gemeinde mit 845 Einwohnern (Stand 1. Januar 2022) im Département Orne in der Region Normandie (vor 2016 Basse-Normandie). Sie gehört zum Arrondissement Argentan und zum Kanton Flers-1. Die Einwohner werden Caligniens genannt.

## Geografie
Die Gemeinde Caligny liegt an der Grenze zum Département Calvados am Noireau und an dessen Nebenfluss Vère, neun Kilometer nördlich von Flers und etwa 55 Kilometer südsüdwestlich von Caen. Umgeben wird Caligny von den Nachbargemeinden Condé-en-Normandie im Norden und Nordosten, Montilly-sur-Noireau im Nordosten und Osten, Aubusson im Osten und Südosten, Saint-Georges-des-Groseillers im Südosten, La Lande-Patry im Süden, La Bazoque im Südwesten, Cerisy-Belle-Étoile im Südwesten und Westen sowie Saint-Pierre-d’Entremont im Westen und Nordwesten.

## Bevölkerungsentwicklung
| Jahr                       | 1962 | 1968 | 1975 | 1982 | 1990 | 1999 | 2011 | 2021 |
| Einwohner                  | 793  | 738  | 718  | 757  | 832  | 870  | 851  | 835  |
| Quellen: Cassini und INSEE |      |      |      |      |      |      |      |      |

## Sehenswürdigkeiten
- Kirche Saint-Éloi aus dem 17. Jahrhundert
- Kapelle Notre-Dame-du-Chêne

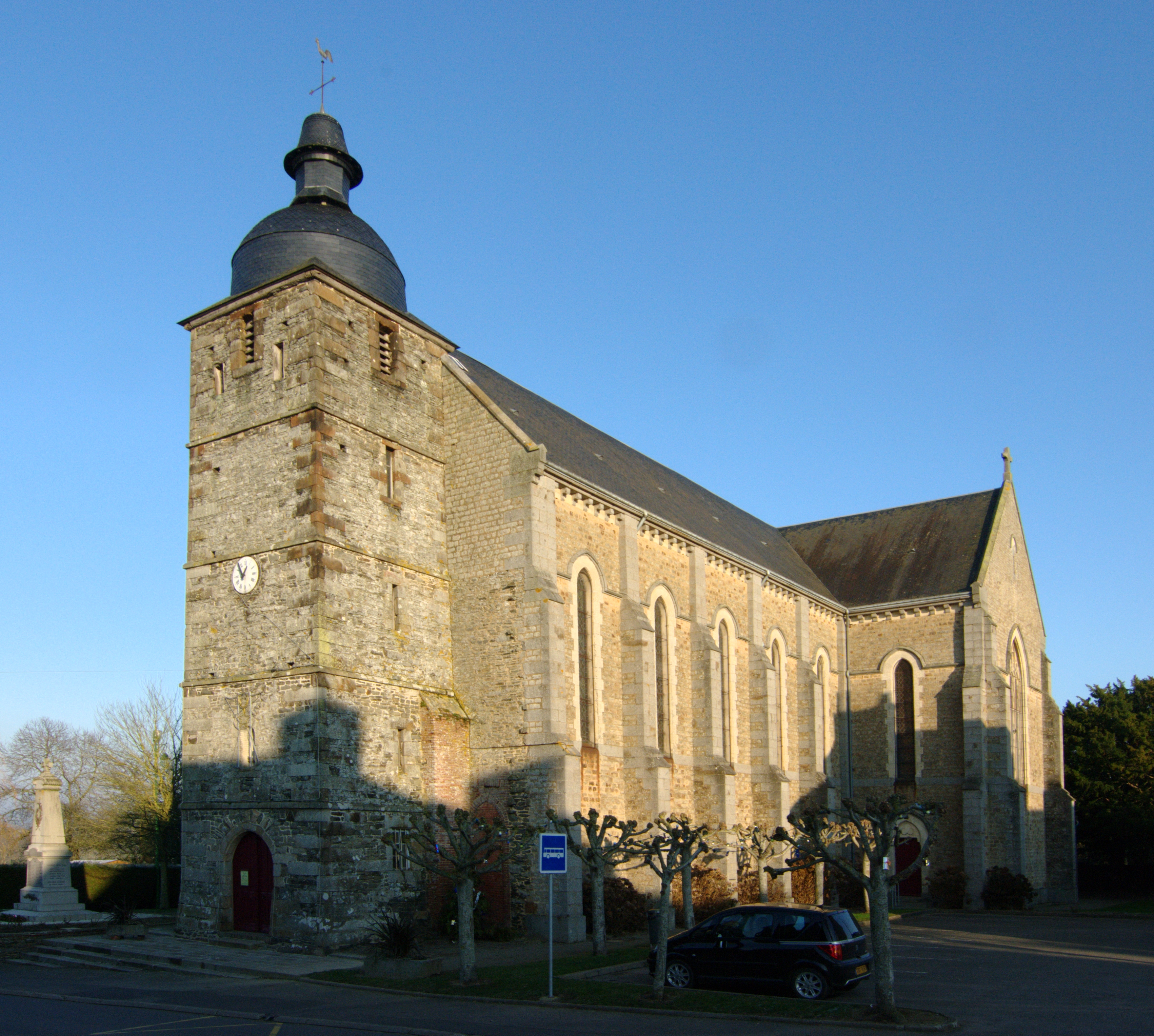
Kirche Saint-Éloi
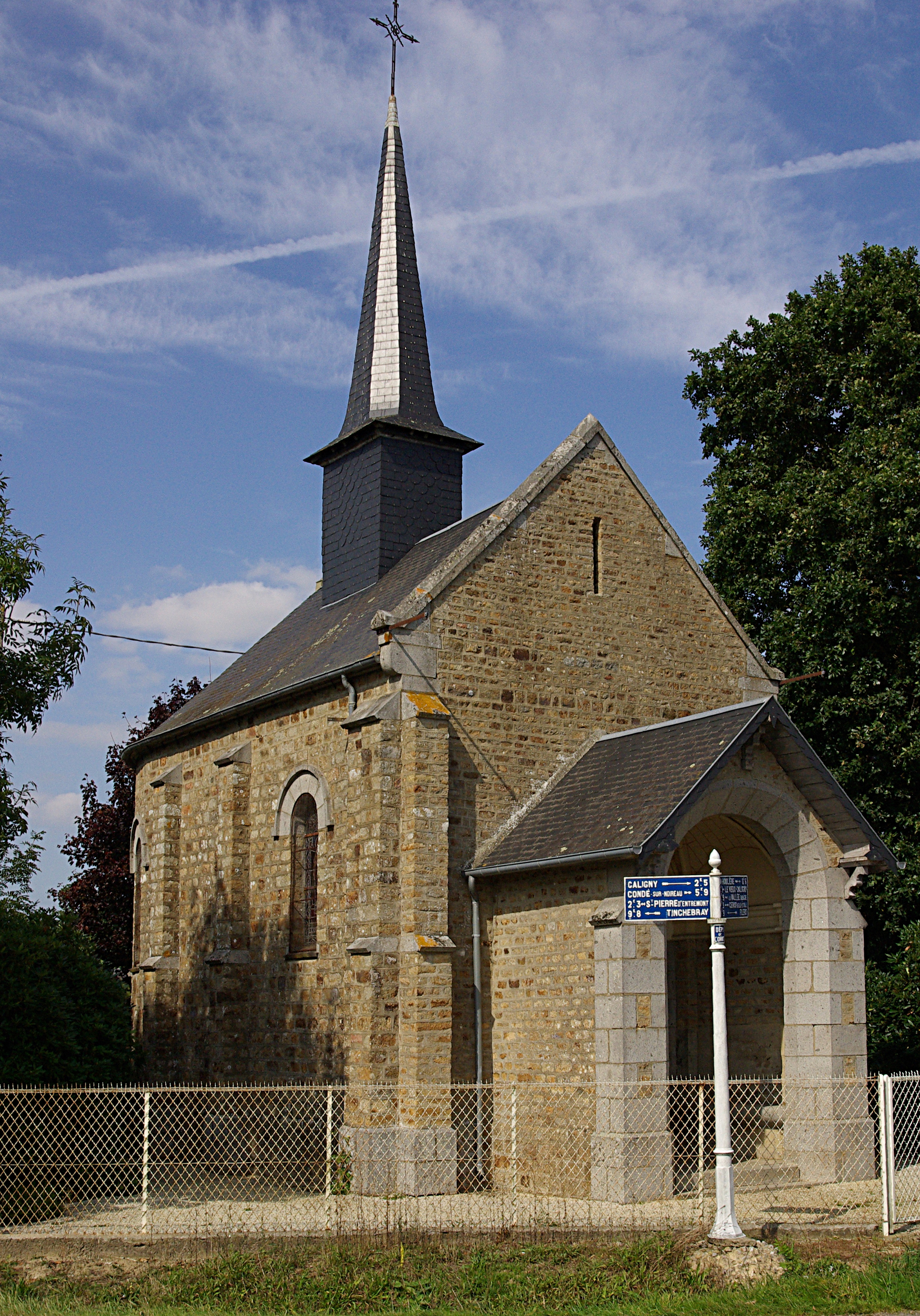
Kapelle Notre-Dame-du-Chêne
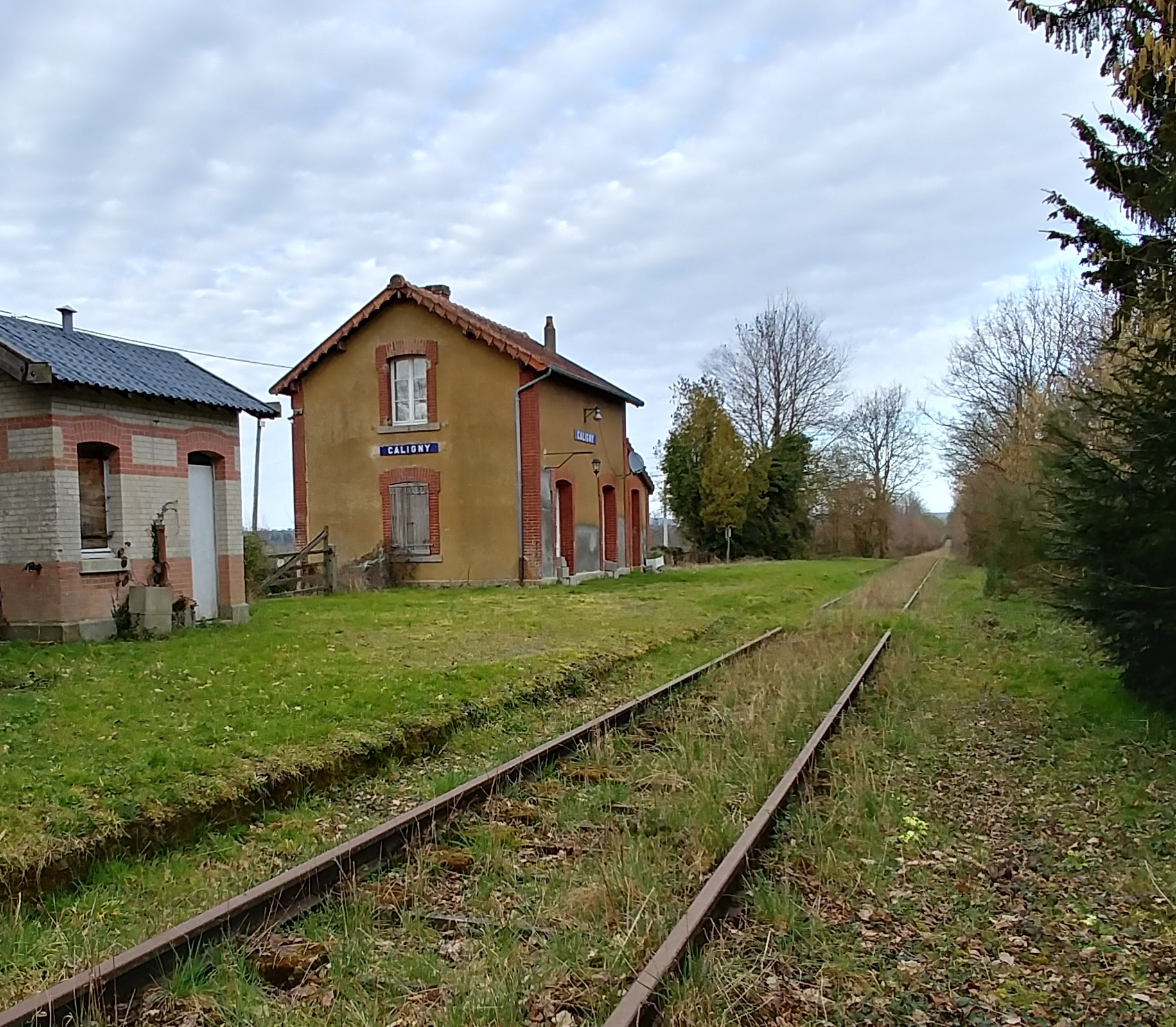
Bahnhof